# Lem Johnson
Lemuel Charles „Lem“ Johnson (auch Deacon Lem Johnson, * 16. August 1909 in Oklahoma City; † 1. April 1989 in New York City) war ein US-amerikanischer Jazz- und Rhythm-and-Blues-Musiker (Tenorsaxophon, Klarinette und Gesang).

## Leben und Wirken
Johnson begann seine Karriere Mitte der 1920er Jahre als Klarinettist in lokalen Bands; ab 1928 spielte er Saxophon und hatte als Mitglied der Blue Devils Unterricht bei Walter Page. 1929 spielte er mit Sammy Price in einer Radioshow. Anfang der 1930er Jahre gehörte er verschiedenen Formationen an, spielte drei Jahre bei Eli Rice, Mitte des Jahrzehnts meist in Minneapolis. Um 1936 ging er mit Earl Hines auf Tournee; anschließend zog er nach New York. In den folgenden Jahren arbeitete er mit Fess Williams, Luis Russell, Louis Jordan (1938/39), Buster Harding und Anfang der 1940er-Jahre mit Eddie Durham, ferner mit Edgar Hayes, Sidney Bechet (1941) und Claude Hopkins (1942/43). 
Ab dieser Zeit arbeitete Johnson bis in die 1960er Jahre mit eigenen Gruppen. 1942 nahm er unter eigenem Namen für Decca Records auf (Goin’ Down Slow/Candy Blues), weitere Aufnahmen entstanden 1944, 1946 (Oo Wee Babe/Walkin’ the Boogie, auf Queen Records) und 1953 als Vokalist für MGM mit Sam „The Man“ Taylor und Milt Hinton als Sidemen (I Got a Letter). Eine Kompilation seiner Aufnahmen erschien unter dem Titel Complete Lem Johnson 1940-1953 (Blue Moon). Im Bereich des Jazz war er zwischen 1938 und 1969 an 18 Aufnahmesessions beteiligt, außer den Genannten mit Skeets Tolbert, Lil Green, Warren Evans und Hot Lips Page (Rockin’ at Ryans).

## Lexikalischer Eintrag
- Leonard Feather, Ira Gitler: The Biographical Encyclopedia of Jazz. Oxford University Press, New York 1999, ISBN 0-19-532000-X.